# Димитър Бакалов (метеоролог и урбанист)
Димитър Трифонов Бакалов (транскрибирано като Bakalov, Bacaloff или Bakalow) е български метеоролог и урбанист. 

## Биография

### Образование и работа като метеоролог
Д. Бакалов е роден в 1905 в  София. Завършва с отличие физико-математичния факултет на Софийския университет „Св. Климент Охридски“ през 1927 г. След шестмесечна специализация по астрономия в Кеймбридж постъпва на работа като метеоролог в Службата за времето към Дирекцията на въздухоплаването. От този период датират редица негови изследвания на климата в България, публикувани в Известия на българското географско дружество
и др. Успоредно с това води упражнения по синоптична метеорология във Физическия факултет на Софийския университет и е лектор по метеорология във въздушния клас на Военното училище. Автор е на единствения дотогава курс по синоптика.  Участва в изграждането на Службата за проучване на р. Дунав.
През 1938 и 1939 г. специализира в Швеция, Норвегия, Дания и Германия. Делегат на България във Въздухоплавателната конференция на балтийските и балкански страни през годините 1933 – 1937, като през 1937 г. е избран за неин председател. От 1940 до 1944 г. оглавява Службата за времето.
Избран е за един от първите трима български докторанти по физика. Работи върху дисертацията си под ръководството на видния германски метеоролог Лудвиг Вайкман, Лайпцигски университет. Предварителни резултати от дисертацията му са публикувани в списание Beiträge zur Physik der freien Atmosphäre. Избухналата Втора световна война го задължава да се завърне в България и докторатът му остава незавършен.

### Работа по урбанистика
През 1945 г. Д. Бакалов е осъден като е началник на Службата за времето. Макар и по-късно реабилитиран, той е принуден да прекъсне работата си като метеоролог и да се насочи към проблемите на градоустройството – област, в която познанията му по климатология намират реализация. През следващите над 30 години работи във водещия архитектурен институт в България „Главпроект“, където оглавява Икономическия отдел. От този период са монографията му „По някои въпроси на териториалното и градоустройствено планиране“, съавторството му в Генералния план на Русе и в монографията Indices et normes techniques et économiques relatifs à l'aménagement des grandes villes en Bulgarie, публикации по актуални проблеми на градоустройството в сп. Архитектура на Съюза на архитектите в България и др. Сътрудничи и на Института за паметници на културата. Периодично изнася лекции по проблеми на градоустройството в Инженерно-строителния институт, сега Университет по архитектура, строителство и геодезия.

### Кончина
Димитър Бакалов почива на 23 май 1985 в София. 

## Избрана библиография
- Bacaloff, D. The meteorologicаl conditions of Ichtiman //  JBGS 4.   1936. с. 168.
- Bakalow, D. Beitrag zur Erforschung der Kälterückfälle in Bulgarien //  JBGS 7.   1939. с. 71.,
- Bakalow, D. Über den Föhn in Sofia //  JBGS 9.   1941. с. 70.,
- Bakalow, D. Wetterentwicklungstypen in Südosteuropa //  JBGS 10.   1942. с. 176.
- Bakalow, D. Uber die Transformation der Luftmassen //  Beiträge zur Physik der freien Atmosphäre 26.   1939. с. 1.
- Бакалов, Д. По някои въпроси на териториалното и градоустройствено планиране.   Съюз на архитектите в България, 1981.
- Станев, Ст., Тонев, Л., Бакалов, Д. Градоустройствени технико-икономически показатели и норми за големите градове в България.   БАН, 1959.